# Trasporti in Marocco
Questa voce raccoglie le principali tipologie di trasporti in Marocco.

## Trasporti su rotaia

### Rete ferroviaria
La ferrovia in Marocco è capillare ed è tra le reti più sviluppate dell'intera Africa.
- Linee ferroviarie pubbliche: in totale 2.067 km, di cui 1.022 elettrificati
  - a binario unico: 1.489 km
  - a doppio binario: 578 km
- Linee ad alta velocità:
  - Ligne Atlantique (da Tangeri a Casablanca), aperta nel 2018[1]
- Gestore nazionale: Office National des Chemins de Fer (ONCF).
- Collegamento a reti estere contigue
  - presente, ma disattivato con l'Algeria

### Reti metropolitane
Non esistono sistemi di metropolitana in Marocco; è in fase di progetto la metropolitana di Casablanca.

### Reti tranviarie

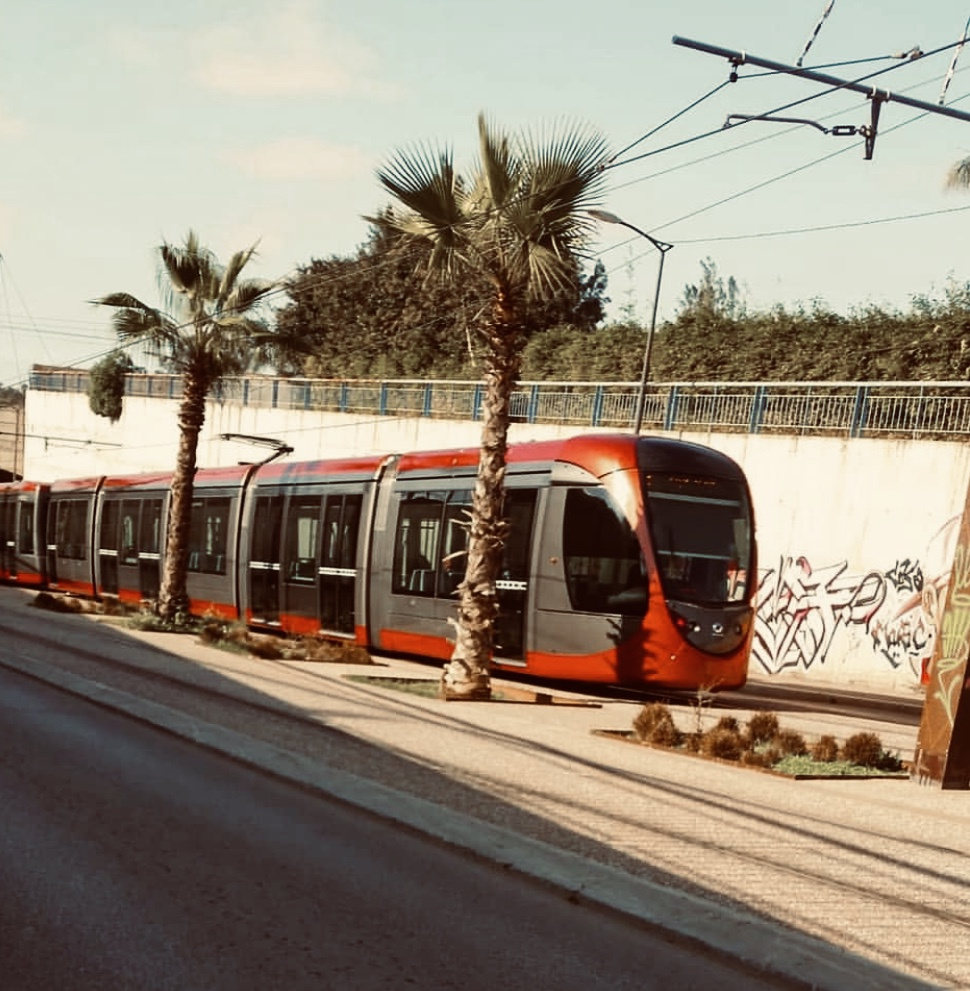
Tram a Casablanca (2020)

Il servizio tranviario è presente a Rabat (inaugurato nel 2011) e a Casablanca (inaugurato nel 2012); in fase di progetto a Marrakech, Fès, Meknès, Tangeri, Agadir, Oujda e Nador.

## Trasporti su strada

### Rete stradale
- Strade pubbliche: in totale 68.550 km, di cui il 60% asfaltate (dati 2007).
- Superstrade: in servizio 1.093 km (dati 2017).
- Autostrade: in servizio 1.808 km (dati 2016).
- Gestore nazionale delle autostrade: Autoroutes du Maroc (ADM).

### Reti filoviarie
A Marrakech dal 2017 è stato avviato un servizio di “In-Motion Charge” dove il bus, passando dalle vie cablate, si ricarica nel primo tratto di 3 km, per poi proseguire verso la sua destinazione usando l'ausilio delle batterie appena caricate

### Autolinee

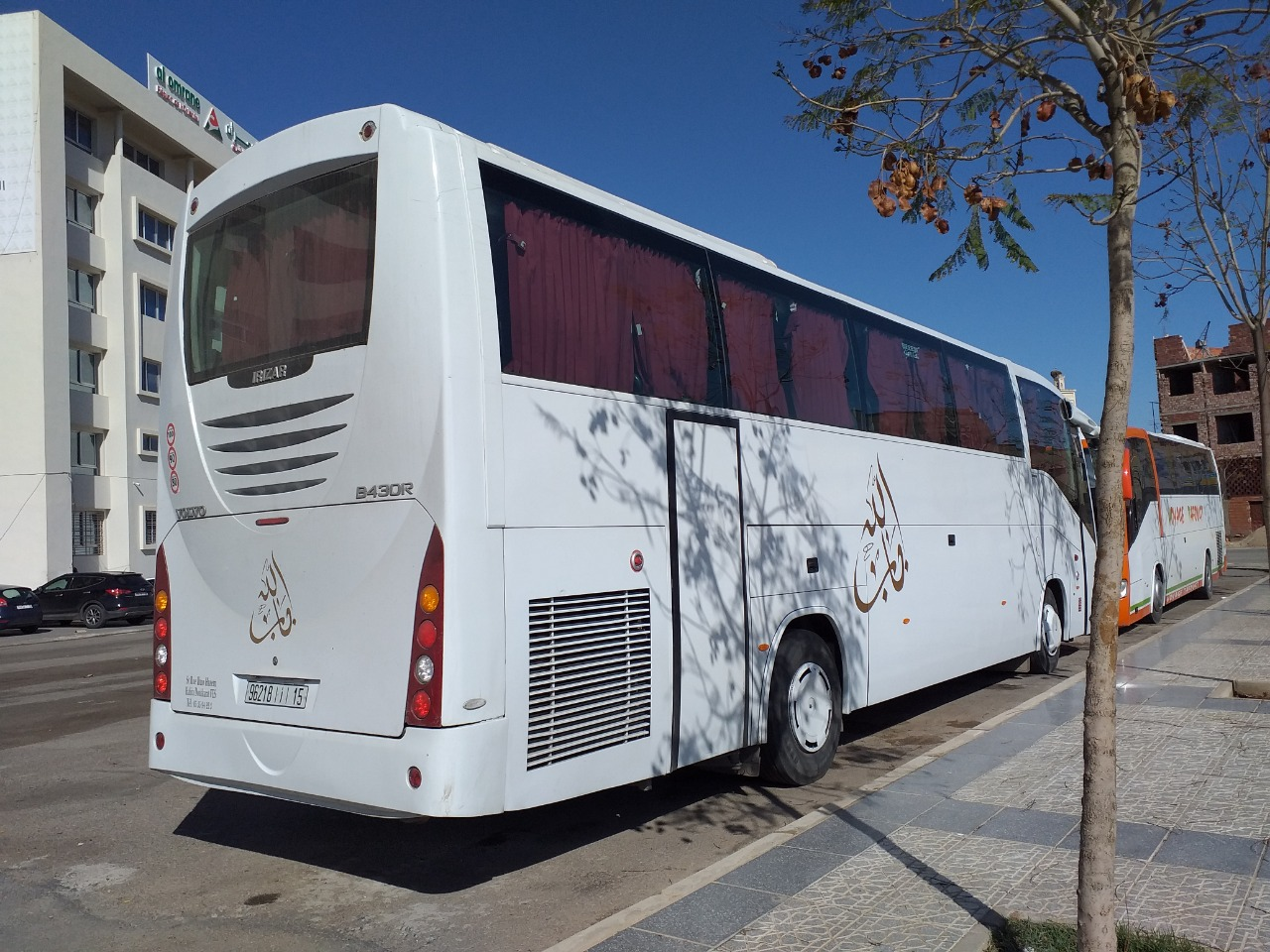
Autobus a Oujda

Il servizio, a livello nazionale, è svolto dalla Compagnie de Transports au Maroc (CTM).
In tutte le zone turistiche sono presenti anche aziende private che gestiscono collegamenti esercitati con autobus.

## Trasporti aerei
- Compagnia di bandiera: Royal Air Maroc
- altre compagnie aeree: Air Arabia Maroc, Ryanair, EasyJet.

### Aeroporti
In totale: 70 (dati 1999)
- Gestore nazionale: Office National des aéroports, più noto con la sigla ONDA.

## Idrovie

### Porti e scali[7]

#### Sul Mar Mediterraneo
- Tangeri
- Tangeri Med
- Nador

#### Sull'Oceano Atlantico

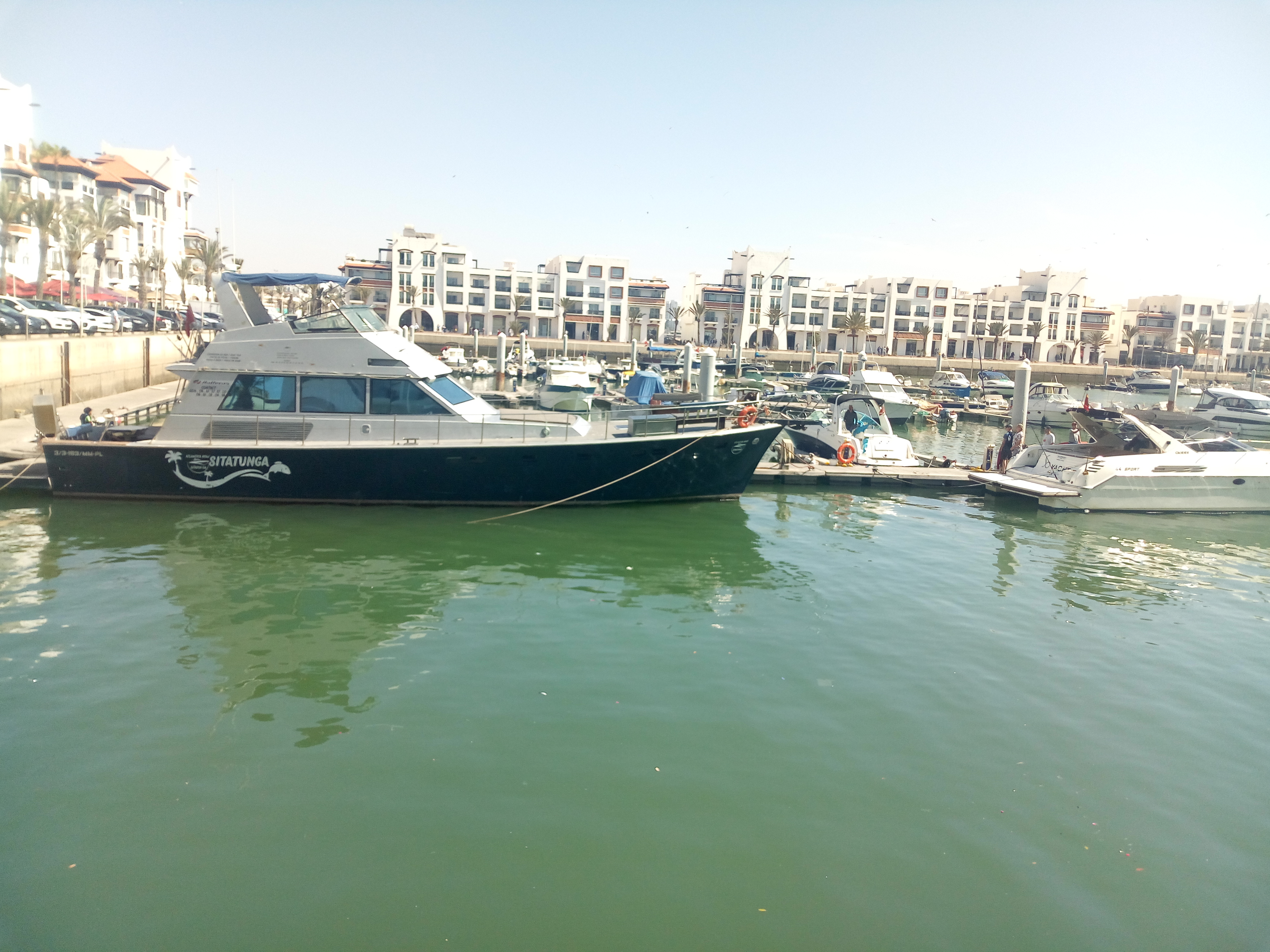
Marina di Agadir

- Mohammedia
- Casablanca
- Jorf Lasfar
- Safi
- Agadir
- Laâyoune (Sahara Occidentale)
- Dakhla (Sahara Occidentale)